# Slaget ved Tsushima
Slaget ved Tsushima (japansk:  対馬海戦, tsushima-kaisen, russisk: Цусимское сражение, Tsusimskoje srazjenije) var et stort søslag, som blev udkæmpet mellem Rusland og Japan under den Russisk-japanske krig. Dette var søkrigshistoriens eneste afgørende søslag, som blev udkæmpet mellem moderne flåder af pansrede slagskibe, det første slag, hvor trådløs telegrafi spillede en afgørende rolle og er blevet kaldt for "det døende ekko af en gammel tid – for sidste gang i søkrigshistorien overgav linjeskibene i en slagen flåde sig på åbent hav."
Slaget blev udkæmpet den 27. – 28. maj 1905 (14. – 15. maj efter den julianske kalender, som dengang blev brugt i Rusland) i Tsushimastrædet mellem Korea og det sydlige Japan. Under slaget ødelagde den japanske flåde under admiral Tōgō Heihachirō to tredjedele af den russiske flåde under admiral Zinovij Rozjestvenskij, efter at den havde tilbagelagt en rejse på over 18.000 sømil for at nå Fjernøsten. I London skrev Sir George Sydenham Clarke i 1906: "Slaget ved Thushima er den største og vigtigste begivenhed til søs siden slaget ved Trafalgar". Årtier senere fastholdt historikeren Edmund Morris, at det stadig var det største slag til søs siden Trafalgar.
Frem til den russisk-japanske krig udrustede landene deres slagskibe med kanoner af blandet kaliber – fortrinsvis 6, 8, 10 og 12 tommers kanoner – med henblik på, at disse slagskibe skulle udkæmpe afgørende slag på nært hold i en slaglinje. Slaget ved Tsushima viste, at slagskibenes fart og store kanoner med længere rækkevidde var mere hensigtsmæssige i søslag end batterier af blandet kaliber.
Den trådløse telegrafi blev opfundet i den sidste halvdel af 1890'erne, og ved århundredskiftet var alle de vigtigste flådestyrker i færd med at indføre denne stærkt forbedrede kommunikationsform. Selv om Aleksandr Stedpanovitj Popov fra søkrigsinstituttet havde bygget og fremvist en trådløs telegraf, var det i starten udstyr fra det tyske firma Telefunken, der blev indført i den kejserlige russiske flåde. I Japan fik professor Shunkichi Kimura af den kejserlige japanske flåde til opgave at udvikle flådens eget telegrafsystem, og det var installeret på mange af de japanske krigsskibe inden 1904. Selv om begge sider havde tidlige versioner af trådløs telegrafi, brugte russerne tysk udstyr og havde besvær med at bruge og vedligeholde det, mens japanerne havde den fordel, at de brugte eget udstyr. Det anerkendes i dag, at dette slag var starten på elektronisk krigsførelse.

## Baggrund

### Krig i Fjernøsten
Den 8. februar 1904 indledte destroyere fra den kejserlige japanske flåde et overraskelsesangreb på den russiske fjernøstenflåde, som lå for anker i Port Arthur. Tre skibe – to slagskibe og en krydser – blev beskadiget under angrebet. Den russisk-japanske krig var dermed begyndt. Japans første mål var at sikre sine kommunikations- og forsyningslinjer til det asiatiske fastland, så det kunne føre en landkrig i Manchuriet. For at opnå dette, var det nødvendigt at neutralisere den russiske flådemagt i Fjernøsten. I begyndelsen forholdt den russiske flåde sig inaktiv og søgte ikke at komme i kamp med japanerne, som gennemførte landgange i Korea uden at møde modstand. Russerne blev sat i gang, da admiral Stepan Makarov ankom og opnåede en vis succes mod japanerne. Admiral Makarovs flagskib, slagskibet Petropavlovsk, stødte imidlertid på en mine, og Makarov var blandt de dræbte. Hans efterfølgere undlod at udfordre den japanske flåde, og russerne var i praksis indesluttet på deres base i Port Arthur.
I maj havde japanerne landsat styrker på Liaodonghalvøen og i august begyndte den japanske belejring af Port Arthur. Den 9. august blev admiral Wilgelm Vitgeft, som havde kommandoen over den 1. stillehavseskadre, beordret til at sende sine skibe til Vladivostok, slutte sig til eskadren der, og derpå møde den kejserlige japanske flåde i et afgørende slag; men begge eskadrer i den russiske stillehavsflåde blev til sidst spredt under slaget i det Gule Hav den 10. august og Ulsan den 14. august 1904. Resterne af den russiske flådestyrke blev til sidst sænket i Port Arthur.

### Den anden stillehavseskadre
Da den første stillehavseskadre lå stille efter admiral Makarovs død, og da japanerne strammede grebet om Port Arthur, overvejede russerne at sende en del af deres Østersøflåde til Fjernøsten. Det var planen at undsætte Port Arthur fra søen, skabe forbindelse til den første stillehavseskadre, overvinde den kejserlige japanske flåde og derpå forsinke den japanske fremrykning ind i Manchuriet, indtil russiske forstærkninger kunne ankomme med den Transsibiriske jernbane og besejre de japanske landstyrker i Manchuriet. Efterhånden som situationen i Fjernøsten blev forværret, gik zar Nikolaj 2. – tilskyndet af sin fætter kejser Wilhelm 2. af Tyskland – til sidst med til at afsende en ny stillehavseskadre. Den skulle bestå af 5 divisioner fra østersøflåden, herunder 11 af de 13 slagskibe. Eskadren afsejlede den 15. oktober under kommando af admiral Zinovij Rozjestvenskij.
Den anden stillehavseskadre sejlede gennem Nordsøen. Da der var rygter om, at der var japanske torpedobåde i Nordsøen, beskød adskillige russiske skibe britiske fiskerbåde ved Dogger Banke, hvilket fik Royal Navy til at skygge den russiske flåde, indtil der var nået en diplomatisk løsning. Briterne nægtede at lade russerne sejle gennem Suezkanalen, så stillehavseskadren måtte sejle syd om Afrika, og i april og maj ankrede den op ved Cam Ranh-bugten i Fransk Indokina. Rejsen var lang og udmarvende og tærede hårdt på besætningernes moral. Russerne havde fået ordre til at bryde blokaden af Port Arthur, men byen var allerede faldet den 2. januar, så målet for rejsen blev den russiske havneby Vladivostok.

### Tsushimastrædet
Russerne havde valget mellem tre mulige ruter til Vladivostok: La Pérouse, Tsugaru, og Tsushima. Admiral Rozjestvenskij valgte Tsushima i et forsøg på at forenkle ruten. Admiral Tōgō, som havde base i Pusan i Korea, regnede også med, at Tsushima ville være den vej, russerne valgte. Tsushimastrædet er farvandet øst for Tsushima øgruppen, som ligger halvvejs mellem den japanske ø Kyushu og den koreanske halvø og er den korteste og mest direkte vej fra Indokina. De andre ruter ville have betydet, at stillehavseskadren skulle sejle øst om Japan. Den samlede japanske flåde og den russiske 2. og 3. stillehavseskadre fra Europa ville komme til at kæmpe i stræderne mellem Korea og Japan nær Tsushimaøerne.

## Optakt
På grund af den 29.000 km lange rejse var den russiske flåde i relativ dårlig forfatning til et søslag. Bortset fra de fire nyeste slagskibe af Borodino-klassen bestod admiral Mebogatovs 2. division af gamle og dårligt vedligeholdte krigsskibe. Samlet set havde ingen af siderne nogen stor fordel i manøvredygtighed, men den lange rejse og de deraf følgende begrænsede muligheder for vedligeholdelse betød, at de russiske skibes skrog var stærkt overgroede, hvilket reducerede deres hastighed betydeligt. De japanske skibe kunne sejle med 15 knob, mens de russiske kun kunne nå op 14 knob, og kun i kortere perioder.
Tōgō var i stand til at udnytte sin flådes bedre manøvredygtighed og "krydsede T-et" to gange. Hertil kom, at der var betydelige svagheder i den russiske flådes udstyr og træning. Afprøvninger af de russiske torpedoer havde vist, at de havde alvorlige tekniske problemer. Tōgōs største fordel lå i erfaring, da han var den eneste admiral, som havde kamperfaring fra slagskibe. (De andre var den russiske admiral Oskar Viktorovitj Stark, som havde fået frataget kommandoen efter sit ydmygende nederlag i slaget ved Port Arthur, og Wilhelm Withöft som var blevet dræbt i Slaget i det Gule Hav.)

## Slaget

### Flådetaktik
Slagskibe, krydsere og andre fartøjer var opdelt i divisioner, og hver division blev ledet af en admiral. I slaget ved Tsushima havde admiral Tōgō kommandoen over Mikasa (de øvrige divisioner var under kommando af viceadmiraler, kontreadmiraler, flotilleadmiraler, kommandører og kommandørkaptajner over destroyerdivisionerne). Efter Mikasa fulgte slagskibene Shikishima, Fuji og Asahi. Efter dem kom panserkrydsere.
Ved hjælp af fornøden brug af rekognoscering og ved at vælge sin placering godt lykkedes det admiral Tōgō at opnå sit strategiske mål om at bringe den russiske flåde i kamp uanset hastighed.
Da Tōgō besluttede at foretage en drejning mod bagbord i sekvens, gjorde han det for at sikre rækkefølgen i sin slaglinje, dvs. således at slagskibet Mikasa fortsat var forrest (hvilket tyder på, at admiral Tōgō ønskede at få sine stærkeste enheder i kamp først).
En drejning i rækkefølge betød, at hvert skib skulle dreje ét efter ét, mens det stadig fulgte efter skibet foran.
I praksis betød det, at hvert skib skulle sejle over det samme stykke hav (hvilket er det farlige ved denne manøvre, da det giver den fjendtlige flåde mulighed for at koncentrere sin beskydning mod dette område). Tōgō kunne have givet sine skibe ordre til at dreje "samlet", dvs. at alle skibe drejede på samme tid og skiftede kurs. Denne manøvre, som f.eks. blev udført af den fransk-spanske flåde ved Trafalgar, ville være hurtigere, men ville have brudt rækkefølgen i slaglinjen og afstedkommet forvirring ved at ændre på slagplanen og placere krydserne forrest. Det var noget, Tōgō ønskede at undgå.

### Den første kontakt
Da russerne gerne ville nå til Vladivostok uden at blive opdaget, valgte de en rute udenfor de normale skibsruter, da de nærmede sig japansk farvand. Om natten den 26. – 27. maj nærmede den russiske flåde sig Tsushimastrædet.
I den mørke, fugtige nat lå der tyk tåge over strædet, hvilket gav russerne en fordel. Klokken 2.45 om morgenen observerede den japanske hjælpekrydser Shinano Maru tre lys på noget, der lignede et skib i det fjerne og nærmede sig for at undersøge sagen. Det var lys om bord på det russiske hospitalsskib Orjol, som i overensstemmelse med krigens love havde fortsat med at have dem tændt. Klokken 4.30 nærmede Shinano Maru sig fartøjet og bemærkede, at skibet var ubevæbnet og lod til at være et hjælpeskib. Orjol troede at Shinano Maru var et andet russisk skib og forsøgte ikke at informere flåden om dets tilstedeværelse. I stedet signalerede det til det japanske skib, at der var andre russiske skibe i nærheden. Derpå bemærkede Shinano Maru silhuetterne af ti andre russiske skibe i disen. Den russiske flåde var blevet opdaget, og enhver chance for at nå til Vladivostok uden at blive opdaget var forduftet.
Trådløs telegraf spillede en vigtig rolle fra starten. Klokken 4.55 sendte kaptajn Narukawa på Shinano Maru en meddelelse til admiral Tōgō i Masampo om at "Fjenden er i kvadrat 203". Klokken 5 havde russerne opsnappet signaler om, at de var blevet opdaget, og at japanske krydsere skyggede dem. Admiral Tōgō modtog sin meddelelse kl. 5.05 og begyndte straks at forberede sin slagflåde på afsejling.

### Starten på slaget
Inden flådens afsejling kl. 6.34, sendte admiral Tōgō en fortrolig meddelelse til flådeministeren i Tokyo:
Jeg har netop modtaget en meddelelse (over radio) om at den fjendtlige flåde er blevet observeret. Vor flåde vil straks sejle ud, angribe fjenden og ødelægge ham.
Samtidig med, at hele den japanske flåde stod til søs med admiral Tōgōs flagskib Mikasa i front, sendte de japanske spejderfartøjer rapporter tilbage med få minutters interval om sammensætning og kurs på den russiske flåde. Der var stadig dis, som begrænsede sigtbarheden, og vejret var dårligt. Radio gav japanerne en fordel. I sin rapport om slaget skrev admiral Tōgō bl.a.:
Selv om en tung tåge dækkede havet og gjorde det umuligt at se længere end 8 km, stod alle forhold om fjenden (via radiotelegrafi) klar for os, som var 50-60 km borte, som om vi selv havde været der.
Omkring kl. 13.40 fik begge flåder øje på hinanden og forberedte sig på kamp. Klokken 13.55 gav admiral Tōgō ordre til at signalflag Z skulle hejses:
Kejserrigets skæbne afhænger af dette slag. Lad enhver mand gøre sit pligt til det yderste.
Klokken 14.45 krydsede Tōgō ind foran den russiske linje, hvilket gjorde det muligt for ham at affyre bredsider, mens russerne kun kunne svare igen med deres fremadrettede kanontårne.

### Slaget i dagslys
Russerne kom sejlende fra syd-sydvest mod nord-nordøst. Den japanske flåde kom fra vest mod nordøst og fortsatte mod et kontaktpunkt, som kun gjorde det muligt for de fremadrettede kanoner at skyde, hvilket gjorde det muligt at undgå beskydning fra de fleste russiske kanoner. Admiral Tōgō gav flåden ordre til at dreje efter tur i sekvens, hvilket gjorde det muligt for hans skibe at følge den samme kurs som russerne, selv om det udsatte hvert af skibene for beskydning efter tur. Denne vending lykkedes. Rozjestvenskij havde kun to muligheder: at dreje alle skibe mod fjendens linje eller at indlede et opstillet slag. Han valgte det sidste, og kl. 14.08 blev det japanske flagskib Mikasa ramt på 7.000 meters afstand, mens japanerne svarede igen på 6.400 meters afstand. Herefter begyndte den overlegne japanske skydeteknik at gøre sin virkning og de fleste af de russiske slagskibe blev beskadiget. Da søslag normalt begyndte på en betydelig kortere afstand, opnåede Tōgō straks overraskelsens fordel.
Kommandørkaptajn Vladimir Semenoff, en russisk stabsofficer om bord på flagskbiet Suvorov, bemærkede: "Det syntes umuligt blot at tælle antallet af granater, der ramte os. Granater lod til at blive afskudt mod os uden ophør, den ene efter den anden. Stålplader og overbygning på de øvre dæk blev skudt i stykker, og stålsplinter forårsagede store tab. Jernstiger blev krøllet sammen, og kanoner blev bogstavelig talt kastet fra deres affutager. Desuden var der den usædvanligt høje temperatur og flammer fra eksplosionen, som lod til at spredes over alt. Jeg så faktisk en stålplade, som brød i brand ved et granatnedslag."
En direkte træffer i Borodinos magasiner fra det japanske slagskib Fuji fik den til at eksplodere, sendte røg mange hundrede meter op i luften og fangede alle besætningsmedlemmer ombord, da Borodino gik ned. De japanske skibe led kun små skader. Admiral Rozjestvenskij blev sat ud af spillet af en granatsplint, som ramte hans kranie. Om aftenen overtog kontreadmiral Nebogatov kommandoen over den russiske flåde. Russerne mistede slagskibene Knjaz Suvorov, Osljabja, Imperator Aleksandr III og Borodino.

### Natangreb
Om aftenen omkring kl. 20 blev 37 japanske torpedobåde og 21 destroyere sendt mod russerne. Destroyerne angreb fra front, mens torpedobådene angreb den russiske flåde fra øst og syd. Japanerne var aggressive og fortsatte deres angreb i tre timer uden ophold, og som følge heraf var der i løbet af natten en række kollisioner mellem de små skibe og russiske krigsskibe. Russerne var nu spredt i små grupper, som forsøgte at undslippe nordpå. Kl. 23 lod det til, at russerne var forsvundet, men de afslørede deres positioner ved at tænde deres søgelys, som ironisk nok var blevet tændt for at opdage forfølgerne. Det gamle slagskib Navarin løb på en mine og var tvunget til at stoppe, hvorefter den blev ramt af fire torpedoer og sænket.
Slagskibet Sisoj Velikij blev stærkt beskadiget af en torpedo i agterstavnen og blev sænket af besætningen den følgende dag. To gamle panserkrydsere — Admiral Nakhimov og Vladimir Monomakh — blev stærkt beskadiget, den første af en torpedo, som ramte i stævnen og den anden ved at kollidere med en japansk destroyer. De blev begge sænket af deres besætninger den følgende morgen. Admiral Nakhimoff blev sænket ved Tsushima, som den havde kurs mod, mens den tog vand ind. Natangrebene havde ramt russerne hårdt, da de havde mistet to slagskibe og to panserkrydsere, mens japanerne kun havde mistet tre torpedobåade.

### XGEsignalet og russisk overgivelse
Under det natlige slag kunne admiral Tōgō lade sine store skibe hvile. Klokken 9.30 om morgenen den 27. maj blev resterne af den russiske flåde opdaget på vej nordpå. Admiral Tōgōs slagskibe omringede resterne af Nebogatovs eskadre syd for øen Takeshima. Klokken 10.34 da han var klar over, at situationen var håbløs, gav admiral Nebogatov de seks skibe, som fortsat var under hans kommando ordre til at overgive sig. Signalflag blev bogstaverne XGE, der var den internationale kode for overgivelse, blev hejst. Klokken 10.53 modtog japanerne overgivelsen. Da det stod ham klart, at slaget var blevet omsonst, var Nebogatov ikke villig til at ofre sine matrosers liv blot for at redde æren. Han besluttede i stedet at påtage sig ansvaret for nederlaget, i fuld bevidsthed om at han kunne blive skudt, når han kom tilbage til Rusland. Han sagde til sine mænd:
I er unge, og det er jer, som en dag vil genoprette den russiske flådes ære. 2.400 søfolks liv i disse skibe betyder mere end mit.
Den sårede admiral Rozjestvenskij var fange på et japansk hospital. Den sejrende admiral Tōgō besøgte ham senere og trøstede ham med disse ord:
Nederlag er en almindelig skæbne for en soldat. Der er intet at skamme sig over ved det. Det afgørende er, om vi har gjort vor pligt.
Hverken Nebogatov eller Rozjestvenskij blev skudt, da de kom hjem til Rusland, men begge blev stillet for retten. Rozjestvenskij påtog sig det fulde ansvar for fiaskoen, men da han havde været såret og bevidstløs under den sidste del af slaget, omstødte zaren hans dødsdom. Nebogatov, som var den der havde overgivet flåden ved slutningen af slaget, blev fængslet i adskillige år, men til sidst benådet af zaren. Begge mænds rygte var knust.
Indtil om aftenen den 28. maj blev isolerede russiske skibe forfulgt af japanerne, indtil næsten alle var ødelagt eller erobret. Tre russiske skibe nåede frem til Vladivostok. Krydseren Izumrud, som undslap fra japanerne, selv om den var omfattet af Nebogatovs overgivelse, blev sænket af sin besætning, efter at den var løbet på grund nær den sibiriske kyst. Nogle skibe sejlede tilbage til Rusland eller blev interneret i neutrale havne.

## Bidragende årsager
De japanske flåder havde øvet kanonskydning jævnligt siden krigens udbrud. Japanerne havde trænede kanonerer. Desuden brugte japanerne fortrinsvis højeksplosive granater, som var konstrueret, så de skulle eksplodere ved anslaget og ødelægge skibes overbygning. Russerne havde panserbrydende granater med små ladninger af skydebomuld og upålidelige lunter. Japanske træffere afstedkom mere skade på russiske skibe end russiske på japanske skibe og satte ild på overbygninger, maling og de store mængder kul, som var oplagret på dækket. (Den russiske flåde var nødt til ofte at købe kul på havet fra handelsskibe på de fleste lange rejser, da der ikke var venligtsindede havne på rejsen).
Den japanske beskydning var også mere præcis, fordi de brugte den nyeste (1903) Barr & Stroud FA3 afstandsmåler, som havde en rækkevidde på 5.400 meter, mens de russiske slagskibe var udstyret med Liuzhol afstandsmålere fra 1880'erne, som kun havde en rækkevidde på omkring 3.600 meter. Og endelig havde admiral Tōgō og hans mænd, da man nåede til den 27. maj 1905, allerede udkæmpet to slag med slagskibe, hvilket svarede til 4 timers kamperfaring i kamp mellem slagskibe i Slaget ved Port Arthur og Slaget i det Gule Hav— erfaring, som fjernede de fejlberegninger og hurtige beslutninger, som var blevet gjort under disse slag, og anvendte de erfaringer man havde gjort i disse slag med finesse og hensynsløshed ved Tsushima.

## Efterspil

### Russiske tab
Slaget var ødelæggende for Rusland, som mistede alle sine slagskibe, hovedparten af sine krydsere og destroyere og i praksis betød afslutningen på den Russisk-japanske krig til Japans fordel. Russerne havde 4.380 dræbte og 5.917 fangne, heriblandt to admiraler med 1.862 interneret.
Slagskibe
Russerne mistede alle otte slagskibe foruden tre kystslagskibe ved nederlaget. Enten blev de sænket, erobret af japanerne eller søventilerne blev åbnet af besætningen for at undgå erobring. Fire skibe blev ødelagt i kamp under kampen om dagen den 27. maj:
- Knjaz Suvorov
- Imperator Aleksandr III
- Borodino
- Osljabja.

Slagskibet Navarin gik tabt under kampen om natten, mens
- Sisoj Velikij
- Admiral Nakhimov og
- Admiral Usjakov

enten blev sænket eller fik søventilerne åbnet den følgende dag.
Fire andre slagskibe under kontreadmiral Nebogatov blev tvunget til at overgive sig og endte som priser. Denne gruppe bestod af et moderne slagskib: Orjol og det gamle slagskib Imperator Nikolaj I samt de to små kystforsvarsskibe General-Admiral Graf Apraksin og Admiral Senjavin. Det lille kystslagskib Admiral Usjakov nægtede at overgive sig og blev sænket af sin besætning.
Krydsere
Den russiske flåde mistede fire af sine otte krydsere i slaget, fik tre interneret af amerikanerne i resten af krigen, mens kun én nåede frem til Vladivostok. Vladimir Monomakh og Svetlana blev sænket dagen efter slaget om dagen. Panserkrydseren Dmitrij Donskoj kæmpede mod seks japanske krydsere og overlevede, men på grund af alvorlige skader blev den sænket af besætningen. Krydseren Izumrud løb på grund nær den sibiriske kyst. Tre russiske beskyttede krydsere, Aurora, Zjemtjug og Oleg undslap til den amerikanske flådes bane ved Manila, hvor de blev interneret. Den pansrede yacht, der var klassificeret som en krydser, Almaz, var den eneste, som nåede frem til Vladivostok.
Destroyere og hjælpeskibe
Kejserriget Rusland mistede seks af de ni destroyere i slaget, fik én interneret af kineserne, mens to undslap til Vladivostok. Fem destroyere – Bujnyj, Bystryj, Bezupretjnyj, Gromkij og Blestjasjtjij – blev sænket den 28. maj, og Bjedovyj overgav sig. Bodryj blev interneret i Shanghai. Groznyj og Bravyj nåede Vladivostok.
Blandt hjælpeskibene blev Kamtjatka, Ural og Rus sænket den 27. maj, Irtysj løb på grund den 28. maj. Koreja og Svir blev interneret i Shanghai mens Anadyr undslap til Madagaskar. Hospitalsskibene Orjol og Kostroma blev erobret, men Kostroma blev senere frigivet.

### Japanske tab
Japanerne mistede kun tre torpedobåde (Nr. 34, 35 og 69) med 117 døde og 500 sårede.

### Politiske konsekvenser
Kejserriget Ruslands prestige tog alvorlig skade, og nederlaget var et alvorligt slag mod Romanov-dynastiet. Næsten hele den russiske flåde var gået tabt i et enkelt slag. I Kanonerne i august 1914 hævdede Barbara Tuchman at det russiske nederlag destabiliserede magtbalancen i Europa, gjorde Centralmagterne mere modige og bidrog til deres beslutning om at gå i krig i 1914.
Slaget havde en tydelig kulturel og politisk effekt i Japan. Det var første gang, en europæisk magt havde tabt til et asiatisk land, som brugte hele paletten af den dengang moderne industrielle teknologi. Det svækkede også tanken om den hvide races overlegenhed, som hidtil havde været almindelig anerkendt i Vesten. Sejren placerede Japan som den 6. største sømagt mens den russiske flåde herefter knap nok var større end Østrig-Ungarns.
I The Guiness Book of Decisive Battles hævder Geoffrey Regan, at sejren afstivede Japans stadig mere aggressive politiske og militære ledere. Ifølge Regan skabte den ensidige japanske sejr ved Tsushima:
"en legende, der skulle hjemsøge Japans ledere i fyrre år. En britisk admiral sagde engang: Det tager tre år at bygge et skib, men 300 år at skabe en tradition. Japan troede, at sejren havde klaret denne opgave på nogle få år ... det havde altsammen været for let. Når de så på Tōgōs sejr over en af verdens stormagter, blev nogle i det japanske militær overbevist om, at med flere skibe, som var større og bedre, ville det være muligt at vinde lignende sejre i hele Stillehavsområdet. Måske var der ingen magt, som kunne modstå den japanske flåde, end ikke Storbritannien eller USA.
Regan mener, at sejren bidrog til den senere japanske vej til katastrofen, "fordi resultatet var så vildledende. Den japanske flåde havde bestemt gjort en god indsats, men dens modstander havde været svag, og den var ikke uovervindelig... Tōgōs sejr [hjalp til at] lede Japan ind på en vej, som til sidst ville føre det" til 2. verdenskrig.

### Dreadnought flådekapløbet
Storbritanniens First Sea Lord Admiral Fisher hævdede, at den japanske sejr ved Tsushima bekræftede vigtigheden af store kanoner og høj hastighed i moderne slagskibe, og i oktober 1905 gav den britiske regering tilladelse til køllægning af HMS Dreadnought, som ved sin søsætning i 1906 indledte et kapløb om bygning af dreadnought-slagskibe mellem Storbritannien og Tyskland i årene frem til 1914. Ironisk nok mødtes briterne og tyskerne kun i et stort søslag under 1. verdenskrig, det uafgjorte slaget ved Jylland.

## Tidslinje
27. maj 1905 (JST)
- 4.45 Shinano Maru opdager den russiske flåde og rapporterer det over radiotelegrafi.
- 5.05 Den samlede japanske flåde løber ud af havnen og sender et telegram til flådens hovedkvarter: "Vejret i dag er fint, men bølgerne går højt. (Japansk: 本日天気晴朗なれども波高し)".
- 13.39 Den samlede japanske flåde får for første gang visuel føling med den russiske flåde og hejser kampflaget.
- 13.55 Afstand: 12.000 meter. Mikasa hejser Z-flaget.
- 14.05 Afstand: 8.000 meter. Den japanske flåde begynder en vending.
- 14.07 Afstand: 7.000 meter. Mikasa afslutter vendingen. Den russiske flåde åbner ild med med sit tunge skyts.
- 14.10 Afstand: 6.400 meter. Alle japanske skibe har afsluttet vendingen.
- 14.12 Afstand: 5.500 meter. Mikasa bliver ramt af den første russiske træffer.
- 14.16 Afstand: 4.600 meter. Den samlede japanske flåde koncentrerer skydningen om det russiske flagskib Knjaz Suvorov
- 14.43 Osljabja og Knjaz Suvorov sættes i brand og falder ud af kamplinjen.
- 14.50 Imperator Aleksandr III begýnder at dreje mod nord og forsøger at forlade kamplinjen.
- 15.10 Osljabja synker og Knjaz Suvorov forsøger at trække sig tilbage.
- 18.00 De to flåder går til modangreb på hinanden på 6.300 meters afstand og begynder igen at udveksle granatild.
- 19:03 Imperator Aleksandr III synker.
- 19:20 Knjaz Suvorov, Borodino og Sisoj Velikij er sunket.

28. maj 1905 (JST)
- 09.30 Den samlede japanske flåde lokaliserer igen de russiske skibe.
- 10.34 Den russiske øverstkommanderende hejser signalet "XGE", som betyder "jeg overgiver mig" ifølge den Internationale signalkode der dengang var i brug.
- 10.53 Admiral Tōgō accepterer overgivelsen.

## Yderligere læsning
- Busch, Noel F. (1969). The Emperor's Sword: Japan vs. Russia in the Battle of Tsushima. New York: Funk & Wagnall’s.
- Corbett, Julian (1994). Maritime Operations In The Russo-Japanese War 1904-1905. ISBN 1557501297.
- Grant, R. (1907). Before Port Arthur in a Destroyer, The Personal Diary of a Japanese Naval Officer. London: John Murray.
- Hailey, Foster; Milton Lancelot (1964). Clear for Action: The Photographic Story of Modern Naval Combat, 1898-1964. New York: Duell, Sloan and Pierce.
- Hough, Richard Alexander (1960). The Fleet That Had to Die. New York: Ballantine Paperbacks.
- Jentschura, Hansgeorg; Dieter Jung; Peter Mickel (1977). Warships of the Imperial Japanese Navy 1869-1945. Annapolis, Maryland: United States Naval Institute. ISBN 0-87021-893-X.
- Novikoff-Priboy, A (1936). Tsushima. London: George Allen & Unwin.
- Olender, Piotr (2010). Russo-Japanese Naval War 1904-1905, Vol. 2, Battle of Tsushima. Sandomierz, Poland: Stratus s.c. ISBN 978-83-61421-02-3.
- Seager, Robert (1977). Alfred Thayer Mahan: The Man And His Letters. ISBN 0870213598.
- Semenoff, Vladimir (1910). Rasplata (The Reckoning). London: John Murray.
- Semenoff, Vladimir (1912). The Battle of Tsushima. New York: E.P. Dutton & Co.
- Tomitch, V. M. (1968). Warships of the Imperial Russian Navy. Battleships.
- Warner, Denis and Peggy (1975). The Tide at Sunrise. A History of the Russo-Japanese War 1904-1905. ISBN 0-7146-5256-3.
- Wilson, H. W. (1969, 1999 revised edition). Battleships in Action. Scholarly Press. ISBN 0-8517-7642-6. {{cite book}}: Tjek datoværdier i: |year= (hjælp)
- Woodward, David (1966). The Russians at Sea: A History of the Russian Navy. New York: Praeger Publishers.

## Eksterne Henvisninger
- Wikimedia Commons har flere filer relateret til Slaget ved Tsushima
- 1969 Film Battle of the Japan Sea — instrueret af Seiji Maruyama
  - Part 1—Film Slaget i Det japanske Hav
  - Part 2—Film Slaget i Det japanske Hav
- History.com— This Day In History: Slaget i Tsushima strædet
- Battlefleet 1900 — Gratis krigsspil, som dækker tiden før Dreadnought herunder den russisk-japanske krig.
- Russojapanesewar.com Arkiveret 30. september 2002 hos  Wayback Machine — Indeholder den komplette slagorden for begge flåder. Den rummer også admiral Tōgōs rapport efter slaget og den russiske kadet Sememovs beretning.